# Darren Lapthorne
Darren Lapthorne (Melbourne, 4 maart 1983) is een Australisch wielrenner.

## Belangrijkste overwinningen
2006
- 7e etappe Ronde van Korea

2007
- Australisch kampioenschap op de weg, Elite

## Ploegen
- 2006- Drapac Porsche
- 2007- Drapac-Porsche Development Program
- 2008- Team Sparkasse
- 2009- Rapha Condor
- 2010- Rapha Condor-Sharp
- 2011- Drapac Cycling (vanaf 01/08)
- 2012- Drapac Cycling
- 2013- Drapac Cycling
- 2014- Drapac Professional Cycling
- 2015- Drapac Professional Cycling

Banson · Dempster · Docker · Lapthorne · McLachlan · Murchie · Shaw · Thorsen · Thuaux · Windsor · Young
Docker · D.Drapac · Grinter · Lapthorne · McLachlan · Munro · Murchie · O'Brien · Shaw · Southam · Thorsen · Thuaux · Williams · Windsor
P.Drapac · Goesinnen · Grimsey · Lapthorne · Norris · Othman · Palmer · Pell · A.Phelan · M.Phelan · Pollock · Rusli · Semple · Shaw
Goesinnen · Hucker · Lapthorne · Norris · Palmer · A.Phelan · Pollock · Rudolph · Rusli · Semple · Shaw · Thompson · W.Walker
Davison · Goesinnen · Hucker · Lapthorne · McCauley · Palmer · A.Phelan · Rudolph · Rusli · B.Sulzberger · J.Walker · W.Walker
Anderson · Cantwell · Clarke · Crawford · Goesinnen · Hucker · Johnson · Kerby · Lapthorne · Meyer · Norris · Palmer · Phelan · Rudolph · W.Sulzberger · B.Sulzberger · Wippert · Canty (stagiair)
Brown · Clarke · Girdlestone · Hucker · Jones · Kerby · Kohler · Koning · Lapthorne · Meyer · Norris · Peterson · Phelan · Roe · Rudolph · Spokes · Sulzberger · Wippert · Canty (stagiair) · Evans (stagiair)